# Lidija Ponomarenko
Lidija Antonivna Ponomarenko, ukrajinsky Лідія Антонівна Пономаренко; rusky Лидия Антоновна Пономаренко / Lidija Antonovna Ponomarenko, (19. února 1922 Arťomovsk – 3. prosince 2013 Kyjev byla ukrajinská místní historička, badatelka v oblasti historické topografie a městské toponymie, zaměřená zejména na Kyjev. Je spoluautorkou encyklopedie názvů kyjevských ulic.

## Život a působení
Její otec byl horník, matka byla zdravotní sestra. V roce 1939 absolvovala střední školu v Krasnodonu. Během druhé světové války byla její rodina v roce 1942 evakuována do abchazského Tkvarčeli. O rok později se přesunula do Tomsku, kde začala studovat na místní univerzitě. V roce 1943 se přesunula do Moskvy, kde do roku 1946 studovala geodézii (specializace inženýr letecké fotografie) na Moskevském institutu inženýrů geodézie, letecké fotografie a kartografie (Московский государственный университет геодезии и картографии). 
Poté pracovala ve své specializaci v Novošachtinsku, kde také v roce 1951 vstoupila do Komunistické strany SSSR. V roce 1953 se přestěhovala do Kadijivky, kde učila na střední škole. V roce 1959 se přestěhovala do Kyjeva. Pracovala na Kyjevské univerzitě jako pracovník laboratoře leteckých metod, působila také v různých jiných institucích, zabývajících se geodézií a topografií. V letech 1967 až 1970 pracovala jako vědecký pracovník v Ústavu vědeckotechnických informací (Інститут науково-технічної інформації).
Již od 60. let se začala věnovat historické topografii a kartografii, v roce 1967 začala v tomto oboru publikovat. V letech 1970 až 1982 pracovala jako vedoucí inženýr kartograf Ústavu historie Ukrajiny Akademie věd Ukrajinské SSR (Інститут історії України НАН України). Zkoumala různé plány a popisy ukrajinských měst (zejména Kyjeva) z různých období v archivech a knihovnách Kyjeva a Moskvy. Mnohé z těchto podkladů, které studovala, objevila a uvedla do obecné známosti. V Leningradě mimo jiné nalezla rukopis knihy Maxima Berlinského Dějiny města Kyjeva, který byl považován za ztracený.
Od 60. let studovala toponymii Kyjeva, sestavila rozsáhlou kartotéku o historii názvů měst. Svá zjištění publikovala ve vědeckých publikacích a periodikách (přes 300 publikací). Svou kartotéku i další materiály věnovala Ukrajinské národní knihovně V. I. Vernadského.
Účastnila se mnoha vědeckých konferencí, v tisku i rozhlasových a televizních pořadech se aktivně zasazovala o zachování historické toponymie i o obranu kulturního dědictví Kyjeva a Ukrajiny. Byla členkou Hlavní rady Ukrajinské společnosti pro ochranu historických a kulturních památek. Dlouhodobě vedla kyjevskou sekci památek vědy a techniky; spolupracovala s Centrem památkových studií Ukrajinské národní akademie věd.
Od roku 1970 byla členkou kyjevské městské komise pro názvy a památná znamení, iniciátorkou zavedení a oživení řady kyjevských toponym. Později se stala čestným členem této komise.
Byla autorkou materiálů o toponymii města Kyjeva v encyklopedii Kyjev (několikrát přetisknuto v letech 1981 až 1986). Byla také spoluautorkou encyklopedického slovníku názvů ulic Kyjeva (vydáno v roce 1995).
Zemřela v Kyjevě, poslední měsíce života byla upoutána na lůžko kvůli zlomenině kyčelního kloubu způsobené úrazem. V roce 2021 po ní byla v Kyjevě pojmenována ulice.